# Концептуальная схема
Концептуа́льная схе́ма — семантическая сеть из взаимосвязанных по определенным правилам понятий (а не единичное понятие) и концепций.
Объекты (процессы, явления) познаваемы человеком постольку, поскольку человек имеет дело с этими объектами, пытаясь решить какие-то задачи или проблемы.
Иными словами, степень глубины и предмет познания прямо зависят от того, как человек собирается использовать изучаемый объект в своей практической деятельности.
Следовательно, помимо собственно объекта имеется субъект и стоящая перед ним практически значимая задача. Именно она формирует точку зрения человека на объект. (см. Система отсчёта, Наблюдатель).
При воспроизведении этой точки зрения в явном виде выстраивается концептуальная схема — система взаимосвязанных понятий, необходимая и достаточная для описания требуемого аспекта объекта.

## Пример
Архитектор, инженер, строитель, экономист, дизайнер, прораб, каменщик с разных сторон смотрят на проектируемое и возводимое их общими усилиями здание. Позиция каждого предопределена теми производственными задачами, которые ему необходимо решить в отношении этого здания. Соответственно и управление их деятельностью будет базироваться на совершенно разных информационных «портретах» (концептуальных схемах) строящегося объекта. Ясно, однако, что при этом необходимо учитывать смежные аспекты, иначе не получится правильного целого.